# Bahnstrecke Rövershagen–Graal-Müritz
| Streckennummer (DB): | 6943                    |                                    |                                    |
| Kursbuchstrecke (DB): | 166                     |                                    |                                    |
| Kursbuchstrecke: | 108g (1934) 121s (1946) |                                    |                                    |
| Streckenlänge: | 10,3 km                 |                                    |                                    |
| Spurweite: | 1435 mm (Normalspur)    |                                    |                                    |
| Streckenklasse: | CM4                     |                                    |                                    |
| Streckengeschwindigkeit: | 80 km/h                 |                                    |                                    |
| |                         |                                    |                                    |
| \| \| \| von Rostock \| \| \| \| 0,0 \| Rövershagen \| Rövershagen \| \| \| \| nach Stralsund \| \| \| \| \| B 105 \| \| \| \| \| Werksanschluss Gasanbieter \| \| \| \| \| ehem. Werksanschluss Mischwerk \| \| \| \| 2,9 \| Hinrichshagen \| Hinrichshagen \| \| \| 4,7 \| Georg Schneise \| Georg Schneise \| \| \| 6.1 \| Müggenburg \| Müggenburg \| \| \| 8,2 \| Rostock-Torfbrücke \| Rostock-Torfbrücke \| \| \| \| (ehem. Graal-Müritz Schwanenberg) \| \| \| \| 9,0 \| Graal-Müritz Koppelweg \| Graal-Müritz Koppelweg \| \| \| 9,7 \| Graal-Müritz (heutiger Haltepunkt) \| Graal-Müritz (heutiger Haltepunkt) \| \| \| 10,3 \| Graal-Müritz (alter Bahnhof) \| Graal-Müritz (alter Bahnhof) \| |                         |                                    |                                    |
| Strecke |                         | von Rostock                        | von Rostock                        |
| Bahnhof | 0,0                     | Rövershagen                        | Rövershagen                        |
| Abzweig geradeaus und nach rechts |                         | nach Stralsund                     | nach Stralsund                     |
| Bahnübergang |                         | B 105                              | B 105                              |
| Abzweig geradeaus und nach rechts |                         | Werksanschluss Gasanbieter         | Werksanschluss Gasanbieter         |
| Abzweig geradeaus und ehemals nach links |                         | ehem. Werksanschluss Mischwerk     | ehem. Werksanschluss Mischwerk     |
| ehemaliger Haltepunkt / Haltestelle | 2,9                     | Hinrichshagen                      | Hinrichshagen                      |
| ehemaliger Haltepunkt / Haltestelle | 4,7                     | Georg Schneise                     | Georg Schneise                     |
| ehemaliger Dienststation / Betriebs- oder Güterbahnhof | 6.1                     | Müggenburg                         | Müggenburg                         |
| Haltepunkt / Haltestelle | 8,2                     | Rostock-Torfbrücke                 | Rostock-Torfbrücke                 |
| Strecke |                         | (ehem. Graal-Müritz Schwanenberg)  | (ehem. Graal-Müritz Schwanenberg)  |
| Haltepunkt / Haltestelle | 9,0                     | Graal-Müritz Koppelweg             | Graal-Müritz Koppelweg             |
| Haltepunkt / Haltestelle Strecke ab hier außer Betrieb | 9,7                     | Graal-Müritz (heutiger Haltepunkt) | Graal-Müritz (heutiger Haltepunkt) |
| Kopfbahnhof Streckenende (Strecke außer Betrieb) | 10,3                    | Graal-Müritz (alter Bahnhof)       | Graal-Müritz (alter Bahnhof)       |

Die Bahnstrecke Rövershagen–Graal-Müritz ist eine nicht elektrifizierte eingleisige Nebenbahn im Norden des Landes Mecklenburg-Vorpommern. Sie verläuft von Rövershagen östlich der Hansestadt Rostock nach Graal-Müritz an der Ostsee. Der Name Mecklenburgische Bäderbahn stand ursprünglich für die Betreibergesellschaft Mecklenburgische Bäderbahn AG und wurde später teilweise auch als Bezeichnung der Strecke verwendet.

## Geschichte

### Vorgeschichte
Am Ende des 19. Jahrhunderts strebten die Orte Graal und Müritz (damals noch zwei getrennte Orte) zu Bade- und Kurorten auf. Die Verbindung zu den größeren Städten war allerdings nur durch schlecht ausgebaute Feldwege und Chausseen gegeben. So wurde bereits damals eine Bahnanbindung gefordert. Bei der Planung standen folgende Streckenabschnitte zur Debatte:
- Ribnitz – Müritz – Graal
- Gelbensande – Graal – Müritz
- Rostock – Nienhagen – Graal – Müritz
- Verlängerung der Strandbahn Warnemünde–Markgrafenheide
- Rövershagen – Graal – Müritz (direkter Weg entlang der Pörstenschneise)

Allerdings wurde die Strecke zunächst aufgrund fehlender finanzieller Mittel sowie befürchteter Unrentabilität nicht gebaut. Zudem lag die günstigste Verbindung von Rövershagen aus an der Strecke Stralsund–Rostock, die von der preußischen Eisenbahn betrieben wurde. Dies war ein weiterer Grund für die Mecklenburgische Friedrich-Franz-Eisenbahn, hier keinen Streckenanschluss zu bauen. Die Streckenführung über Ribnitz wurde erst recht aufgrund der starken Ausrichtung nach Preußen abgelehnt. Erst 1910 gab es wieder konkrete Pläne zum Streckenbau, die aber durch den Ersten Weltkrieg zunichtegemacht wurden.

### Gründung, Bau und Betrieb

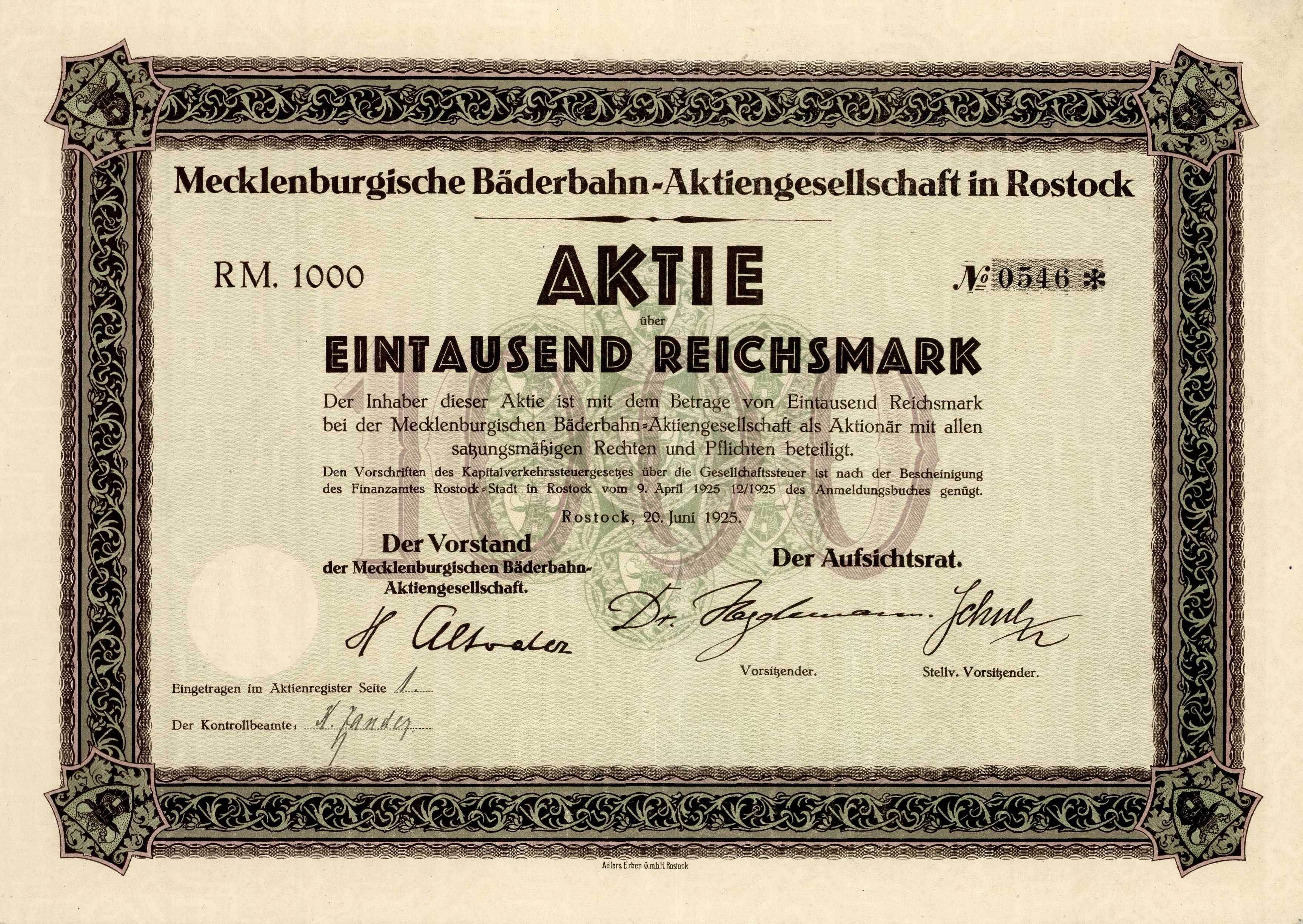
Aktie über 1000 RM der Mecklenburgischen Bäderbahn-AG vom 20. Juni 1925

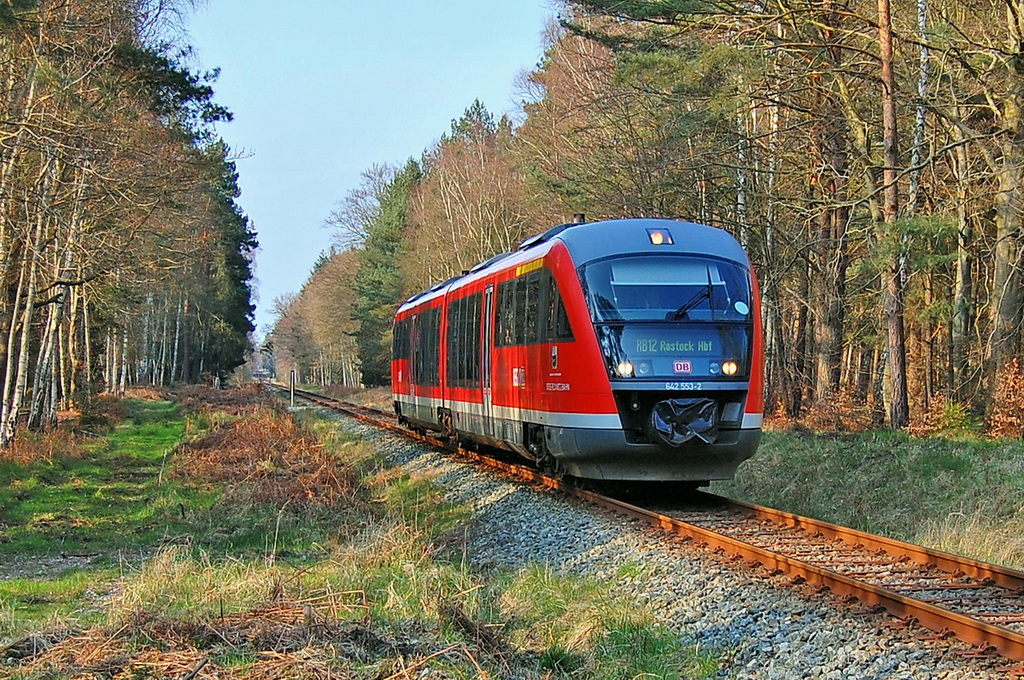
Triebwagen der Baureihe 642 zwischen Graal-Müritz und Rövershagen

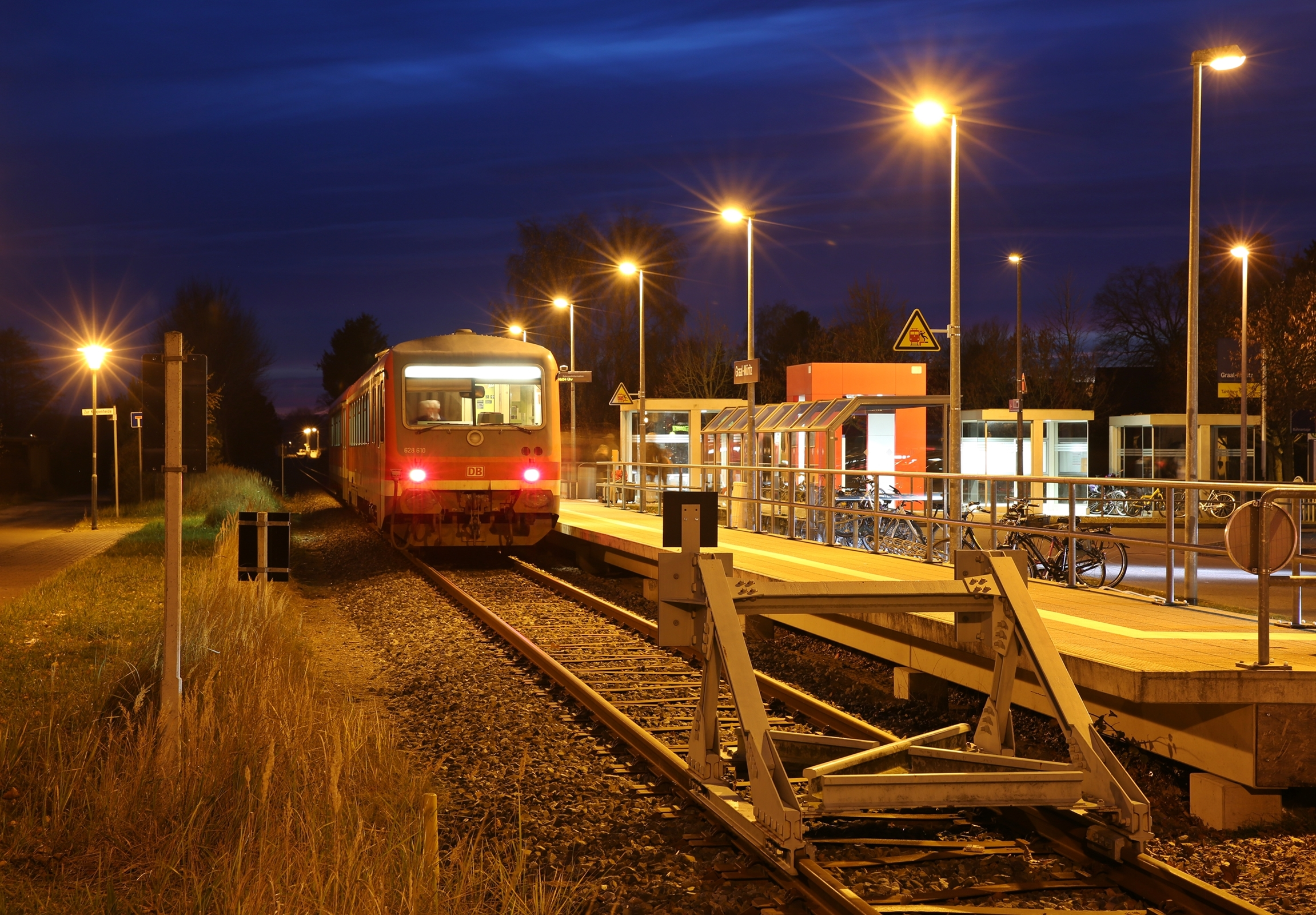
Haltepunkt Graal-Müritz mit Triebwagen der Baureihe 628

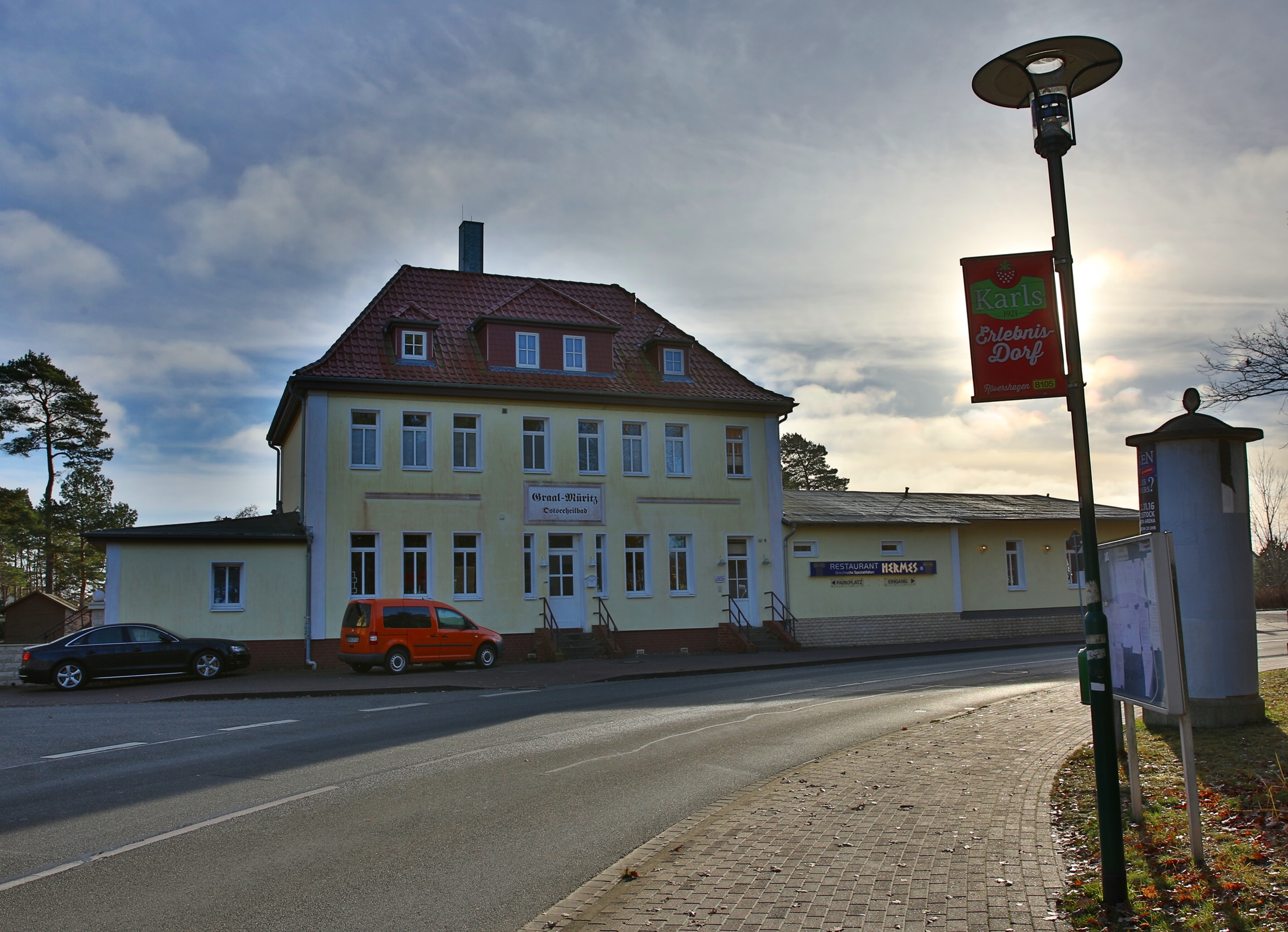
Blick auf den ehemaligen Bahnhof Graal-Müritz

Erst im Jahr 1920 gab es wieder Pläne, die den Bau und den Betrieb als private Nebenbahn enthielten. Die Mecklenburgische Bäderbahn AG wurde am 28. Februar 1925 mit dem Ziel gegründet, die Ostseebäder Graal und Müritz mit der Hauptstrecke Stralsund–Rostock zu verbinden. Das Aktienkapital wurde aufgebracht von der Hansestadt Rostock und zahlreichen Rostocker Kaufleuten, den Anliegergemeinden sowie der Berliner Straßenbahn-Betriebs-Gesellschaft, die zwei Erholungsheime für ihr Personal an der Ostseeküste besaß. Weiterer Gesellschafter war die Eisenbahnbau- und Betriebsgesellschaft Lenz & Co., die den Bau ausführte und auch mit der Betriebsführung der Bahn beauftragt wurde. Realisiert wurde der Bau der Strecke von Rövershagen aus – allerdings mit einem leichten Schlenker nach Westen, um sich die Möglichkeit offenzuhalten, durch Verlängerung der Warnemünder Strandbahn bis Hinrichshagen aus Richtung Warnemünde einen Anschluss herzustellen. Der Bahnhof Graal-Müritz, der schon vor der Vereinigung beider Orte so hieß, wurde östlich von Graal und südlich von Müritz so errichtet, dass die Option auf eine Weiterführung der Strecke zum Fischland blieb. Beide Projekte wurden aber niemals verwirklicht.
Die 10,3 Kilometer lange, normalspurige Strecke von Rövershagen nach Graal-Müritz wurde offiziell am 1. Juli 1925 eröffnet. Zunächst verkehrten nur im Sommer Züge, später auch das ganze Jahr hindurch. In den 1930er Jahren gab es im Sommer sogar Kurswagen aus Berlin. Nach dem Krieg wurden in Graal-Müritz die zu Lazaretten umfunktionierten Erholungsheime von der Roten Armee übernommen. Die Transporte erfolgten per Eisenbahn, dies verhinderte, dass die Strecke unter die Reparationsansprüche fiel. Ab 1949 wurde die Deutsche Reichsbahn Betreiber der Verbindung.
Bereits in den 1960er Jahren wurde eine Stilllegung erwogen, was jedoch mangelnde Bus- und LKW-Kapazitäten verhinderten. Des Weiteren hatte das Militär großes Interesse an der Strecke, da zu dieser Zeit diverse Schießplätze in der Rostocker Heide entstanden waren. In den 1970er Jahren war der Personenverkehr mehrere Jahre auf das Sommerhalbjahr beschränkt, im Winter verkehrten Busse als Schienenersatzverkehr. Zwischen Rostock und Stralsund verkehrende Schnell- und Eilzüge hielten in Rövershagen, die Fahrpläne aus und in Richtung Graal-Müritz waren darauf abgestimmt.
1993 wurden die in den 1930er Jahren eröffneten Haltepunkte Hinrichshagen und Georg Schneise – mitten im Wald gelegen – geschlossen. Der seit Mitte der 1970er Jahre auf ein Minimum reduzierte Güterverkehr auf der Strecke wurde 1994 beendet. Wegen des schlechten Gleiszustandes musste 1999 auch der Personenverkehr durch Schienenersatzverkehr ersetzt werden. Es gab verschiedene Konzepte zur Modernisierung der Strecke. So wurde überlegt, die Strecke zu elektrifizieren und an das Rostocker S-Bahn-Netz anzuschließen. Umgesetzt wurde dies jedoch nicht. Erst nachdem die Gemeinde Graal-Müritz einen beträchtlichen Teil der Kosten tragen konnte, wurde mit den Arbeiten zur Streckensanierung begonnen.
Seit dem 12. Dezember 2004 verkehren wieder Personenzüge, meistens direkt von und nach Rostock Hauptbahnhof. Im Rahmen der Sanierung wurde die Strecke auf 9,7 Kilometer verkürzt, der Bahnhof Graal-Müritz wurde aufgelassen und durch einen 600 Meter weiter westlich gelegenen Haltepunkt ersetzt. Zum Fahrplanwechsel 2006/2007 am 10. Dezember 2006 wurde der neue Haltepunkt Graal-Müritz Koppelweg eröffnet. Dieser hat eine Besonderheit: der 100 Meter lange Bahnsteig besteht vollständig aus Glasfaser-Verbundstoff.

### Unfälle
- Triebwagen fährt auf Prellbock, Rövershagen 18. Dezember 2018[2]
- Kollision mit Kesselwagen, Rövershagen 24. Februar 2022[3]

## Güter- und Personenverkehr
Direkt hinter Rövershagen zweigt ein Anschlussgleis zu einem lokalen Gasanbieter ab, der auch aktuell noch bedient wird. Heute ist es der einzige noch bediente Güteranschluss auf der Relation Rostock–Stralsund. Früher wurde über dieses Anschlussgleis ein Sägewerk am östlichen Ende des Ortes Rövershagen bedient. Dieser Werksanschluss wurde bereits vor dem Bau der Bahnstrecke nach Graal-Müritz errichtet. Des Weiteren gab es kurz hinter der Bahnhofsausfahrt Rövershagen umfangreiche Gleisanlagen, die zu einem Granulatwerk gehörten. Bereits Mitte der 1990er Jahre wurden die Zufahrtsgleise entfernt, mit der Sanierung der Strecke das gesamte Gelände beräumt. Spätestens seit der Sanierung ist Güterverkehr nach Graal-Müritz nicht mehr möglich, da heute in Graal-Müritz keine Verladegleise mehr existieren.
Die Strecke wird von der Regionalbahnlinie RB 12 genutzt, die Züge fahren im angenäherten Stundentakt, außerhalb der Sommersaison an Wochenenden nur alle zwei Stunden.
2021 fahren die ersten beiden Bahnen werktags über Rostock nach Bad Doberan. Gleiches gilt um 14:03, 15:03, 16:03 und 21:39 Uhr. Letztere wird ab Rostock Hbf zum RB 13144 der RB11. Mit dem RB 13255 wird Graal-Müritz von Rostock Hbf das letzte Mal angefahren. Die Rückfahrt ins Rostocker Depot erfolgt als Leerfahrt. Mittags enden/beginnen einige Bahnen bereits in Rövershagen. Zum Einsatz kommen Triebwagen der Baureihe 642. Früher kamen Loks der Baureihe 201 sowie der Baureihe 346 zum Einsatz, später dann Triebwagen der Baureihe 628.
Im Zuge der Neuausschreibung der Strecke im Netz "Warnow II" (erneut zusammen mit der S-Bahn Rostock) wird die Gewinnerin DB Regio neue Fahrzeuge vom Typ Flirt Akku aus dem Hause Stadler ab dem Fahrplanwechsel im Dezember 2026 einsetzen.

## Aktuelle Entwicklungen
Ende der 2010er Jahre war ein zusätzlicher Haltepunkt in Wiethagen in Diskussion. Da jedoch für die Züge Rostock – Graal-Müritz bereits ein neuer Halt an Karls Erdbeerhof (zwischen Mönchhagen und Rövershagen an der Bahnstrecke Stralsund–Rostock) geplant war (2023 eröffnet), galt wegen der Fahrzeitverlängerungen ein weiterer Halt als problematisch.
Ebenfalls gab es Überlegungen, die Pläne aus dem Jahr 1925 wieder aufzugreifen, eine Strecke von Graal-Müritz nach Prerow zu bauen und damit eine Verbindung zur ebenfalls wieder aufzubauenden Darßbahn zu schaffen. Gerade angesichts der hohen Anzahl von Urlaubern und des jährlich wachsenden Verkehrsstroms auf dem Darß bei nur einer Straßenverbindung haben diese Vorschläge viele Befürworter. Die Usedomer Bäderbahn prüfte 2007 die Realisierbarkeit dieser Vorschläge.